# 奧克蘭 (阿肯色州)
奧克蘭（英語：Oakland）是位於美國阿肯色州馬里昂縣的一個非建制地區。該地的面積和人口皆未知。

## 地理
奧克蘭的座標為36°27′39″N 92°34′16″W / 36.46083°N 92.57111°W，而該地的平均海拔高度為319米（即1047英尺）。